# Cold Hell - Brucerai all'inferno
Cold Hell - Brucerai all'inferno (Die Hölle – Inferno) è un film austriaco del 2017 diretto da Stefan Ruzowitzky.

## Trama
Özge Dogruol, giovane tassista notturna di Vienna, ma di origini turche, appassionata praticante di thai boxe e con un passato difficile alle spalle - abusata dal padre da bambina e con precedenti penali per droga - è testimone involontaria del brutale assassinio di una sua vicina di casa da parte di un sadico killer. Anche l'assassino riesce però a scorgere la donna, che rischia così di diventare la sua prossima vittima. L'assassino, infatti, la rintraccia, e sale sul suo taxi. L'uomo cerca di pugnalarla e Özge, nella violenta colluttazione, viene ferita ripetutamente, ma riesce a fuggire e viene ricoverata in ospedale.
Özge, temendo per la propria incolumità, si rivolge alla polizia, tuttavia però non viene ritenuta affidabile. Solo il commissario Steiner - uomo di mezza età, divorziato e padre di un figlio - sembra credere alla sua storia, e per questo ospita lei e la sua nipotina Ada a casa sua, dove vive assieme all'anziano padre Karl, un magistrato in pensione non autosufficiente e affetto da demenza senile.
Attraverso accurate indagini, Steiner capisce si tratta di un serial killer che aveva già ucciso altre otto donne, tutte musulmane ma dai costumi occidentali, e grazie all'identikit fornito da Özge, riesce a risalire alla sua identità. Scoprono che si tratta di Saeed el Hadary, un diplomatico arabo che lavora per l'ambasciata del suo paese nella capitale austriaca. Hadary, scoperto dalla polizia giunta nel suo ufficio, prima pugnala alla gola Petrovic, collega di Steiner, con una penna e poi fugge rubando il cellulare di questi.
Il criminale si reca a casa di Steiner, dove tiene in ostaggio il padre del poliziotto e la bambina; poco dopo giunge Özge che lo stava cercando per eliminarlo, e ricattata da Hadary, deve sottostare ai suoi voleri e viene legata, picchiata e parzialmente ustionata. Nonostante la tortura, la ragazza riesce a slegarsi e a sopraffare il killer picchiandolo violentemente per poi portarlo con sé, chiuderlo nel baule della macchina e, infine, ucciderlo.

## Premi
- 3 Premi Romy (miglior regia, miglior fotografia e miglior protagonista maschile; 2017).